# Нижньосакмарський
Нижньосакма́рський (рос. Нижнесакмарский) — селище у складі Оренбурзького міського округу Оренбурзької області, Росія.
Стара назва — совхоз Сакмарський.

## Населення
Населення — 1656 осіб (2010; 1723 у 2002).
Національний склад (станом на 2002 рік):
- росіяни — 67 %